# Баник (футбольный клуб, Мост)
«Ба́ник Мост 1909» (чеш. FK Baník Most 1909) — чешский футбольный клуб из города Мост, существовавший в 1909—2016 годах. В свой последний сезон выступал в Богемской лиге (третьей лиге Чехии). Был расформирован в 2016 году.

## История
Клуб был основан 19 мая 1909 года, во времена зарождения футбольной культуры в Чехословакии. Футбол в Городе Мост прерывался на значительные промежутки времени из-за Первой и Второй мировых войн. Но даже после этого долгое время качество футбола оставалось на скромном уровне, так как клуб выступал в низших чехословацких лигах с 1950-х до конца 1980-х годов.
В 1990-х «Баник» дважды продвигался наверх в чемпионатах страны — вначале в Богемскую футбольную лигу, третью по рангу лигу Чехии, а затем, в сезоне-1996/97, во второй чешский дивизион.
Весной 2003 года клуб был куплен итальянской промышленной газовой компанией SIAD, что поспособствовало последующим успехам команды. Выиграв Вторую лигу в сезоне 2004/05, «Баник», наконец, пробился в Гамбринус лигу. В этот же период была произведена обширная реконструкция стадиона клуба, которая включала установку новой трибуны на 7500 мест и прожекторов.
Если начало дебютного сезона в элите выдалось для команды из Моста не самым удачным, то с приходом на пост главного тренера Зденека Шчасного, известного по работе со «Спартой» и «Викторией Жижков», клуб выбрался из зоны вылета и финишировал 10-м месте. На следующий сезон были поставлены более высокие цели, однако большое количество ничьих помешало команде подняться выше 12-й строчки. В 2008 году клуб покинул сильнейший дивизион.

## Прежние названия
- 1909 — СК «Мост» (чеш. Sportovní klub Most)
- 1948 — ОСЕ «Угломост Мост» (чеш. Základní sportovní jednota Uhlomost Most)
- 1953 — ДСО «Баник Мост» (чеш. Dobrovolná sportovní organizace Baník Most)
- 1961 — ТЕ «Баник Мост» (чеш. Tělovýchovná jednota Baník Most)
- 1979 — ТЕ «Баник СГД Мост» (чеш. Tělovýchovná jednota Baník Severočeské hnědouhelné doly Most)
- 1993 — ФК «Баник СГД Мост» (чеш. Fotbalový klub Baník Severočeské hnědouhelné doly Most)
- 1995 — ФК «МУС Мост 1996» (чеш. Football Club Mostecká uhelná společnost Most 1996, a.s.)
- 2003 — ФК «СИАД Мост» (чеш. Fotbalový klub SIAD Most, a.s.)
- 2008 — ФК «Баник Мост» (чеш. Fotbalový klub Baník Most, a.s.)
- 2013 — ФК «Баник Мост 1909» (чеш. Fotbalový klub Baník Most 1909, a.s.)

## Выступление в чемпионате и Кубке Чехии
| Сезон   | Лига/дивизион                | Уров. | Место | Кубок        |
| ------- | ---------------------------- | ----- | ----- | ------------ |
| 1993/94 | Богемская футбольная лига    | 3     | 5     | Первый раунд |
| 1994/95 | Богемская футбольная лига    | 3     | 6     | Второй раунд |
| 1995/96 | Богемская футбольная лига    | 3     | 6     | Первый раунд |
| 1996/97 | Богемская футбольная лига    | 3     | 2     | Второй раунд |
| 1997/98 | Вторая лига                  | 2     | 6     | 1/4 финала   |
| 1998/99 | Вторая лига                  | 2     | 4     | 1/8 финала   |
| 1999/00 | Вторая лига                  | 2     | 4     | Третий раунд |
| 2000/01 | Вторая лига                  | 2     | 8     | Третий раунд |
| 2001/02 | Вторая лига                  | 2     | 9     | 1/2 финала   |
| 2002/03 | Вторая лига                  | 2     | 10    | Третий раунд |
| 2003/04 | Вторая лига                  | 2     | 9     | Второй раунд |
| 2004/05 | Вторая лига                  | 2     | 1     | 1/4 финала   |
| 2005/06 | Gambrinus Лига               | 1     | 10    | Второй раунд |
| 2006/07 | Gambrinus Лига               | 1     | 12    | 1/8 финала   |
| 2007/08 | Gambrinus Лига               | 1     | 16    | 1/8 финала   |
| 2008/09 | Вторая лига                  | 2     | 12    | Второй раунд |
| 2009/10 | Вторая лига                  | 2     | 11    | Второй раунд |
| 2010/11 | Вторая лига                  | 2     | 12    | Второй раунд |
| 2011/12 | Вторая лига                  | 2     | 9     | Первый раунд |
| 2012/13 | Футбольная национальная лига | 2     | 14    | Второй раунд |
| 2013/14 | Футбольная национальная лига | 2     | 12    | Первый раунд |
| 2014/15 | Футбольная национальная лига | 2     | 15    | Первый раунд |
| 2015/16 | Богемская футбольная лига    | 3     | 18    | Второй раунд |

## Игроки, в разное время выступавшие за клуб
- Йозеф Масопуст (лучший футболист Европы в 1962 году)
- Иржи Штайнер
- Хорст Зигль
- Иржи Новотный